# Gäddtjärnarna (Arvidsjaurs socken, Lappland, 730511-166958)
Gäddtjärnarna är en sjö i Arvidsjaurs kommun i Lappland och ingår i Piteälvens huvudavrinningsområde. Sjöns area är 0,01 kvadratkilometer och den är belägen 348 meter över havet.